# Biagio Conte (ciclista)
Biagio Conte (Palermo, 7 aprile 1968) è un dirigente sportivo ed ex ciclista su strada italiano.
Professionista dal 1996 al 2003, conta due vittorie di tappa alla Vuelta a España e una al Giro d'Italia. Dal 2011 al 2014 è stato direttore sportivo alla Liquigas/Cannondale, mentre dal 2022 è nello staff della Eolo/Polti.

## Carriera
Comincia a gareggiare con il Bocca di Falco Palermo nelle categorie Esordienti e Allievi, passando poi con la Cosmo Cinque e la Cartura Mg negli Juniores. Da dilettante corre con la trevigiana MG Boys dal 1987 al 1991, con la vicentina GS Prodet dal 1992 al 1994 e con la friulana GS Caneva nel 1995, ottenendo complessivamente 34 vittorie, tra cui due edizioni del Trofeo ZSŠDI e una del Giro del Belvedere. Veste anche per diverse volte la maglia azzurra della Nazionale, conseguendo un 53º posto nella prova individuale Dilettanti ai campionati del mondo 1991.
Passa professionista nel 1996 con la Scrigno-Gaerne e ottiene due vittorie alla Vuelta a España indossando anche la maglia oro di leader della classifica generale. Nelle due stagioni successive ottiene ancora qualche vittoria e un terzo posto alla Milano-Sanremo 1997. Nel 1999 gareggia con i colori della Liquigas-Pata: ottiene una sola vittoria ma lavora egregiamente per il capitano Endrio Leoni facendosi notare da Mario Cipollini che lo vuole nel suo "treno".
Nel 2000 passa alla Saeco come gregario di Cipollini, e ne diventa anche "ultimo uomo", cioè il corridore designato a tirare la volata al capitano. Ottiene anche ottimi risultati sul piano personale vincendo una tappa al Giro d'Italia 2000 e una alla Tirreno-Adriatico. Chiude la carriera nel 2003 nelle file della Formaggi Pinzolo Fiavé. In otto stagioni da professionista ha vinto 10 corse su strada.
Dal 2006 inizia la sua carriera da allenatore con la squadra dilettantistica della Marchiol, dove ha la possibilità di allenare ciclisti del calibro di Elia Viviani. Nel 2011 viene contattato dalla Liquigas, nota squadra professionistica, dove lavora fino al 2014, quando la squadra si fonde con la Garmin per avere solo staff americano. Dopo alcune stagioni con la Work Service, prima con la squadra Juniores e poi con la Continental, Conte torna al professionismo nel 2022 come direttore sportivo della Eolo-Kometa, nota dal 2024 come Team Polti.

## Palmarès
- 1990 (dilettanti)

Coppa Fiera di Mercatale
1ª tappa Giro delle Regioni (Manciano)
- 1991 (dilettanti)

8ª tappa Corsa della Pace (Bełchatów > Varsavia)
Trofeo ZSŠDI
- 1993 (dilettanti)

Gran Premio Sovizzo - Piccola Sanremo
Trofeo ZSŠDI
- 1994 (dilettanti)

Trofeo Papà Cervi
- 1995 (dilettanti)

Giro del Belvedere
Trofeo Città di Castelfidardo
Coppa Caivano
Montecarlo-Alassio
- 1996 (Scrigno, tre vittorie)

1ª tappa Vuelta a España (Valencia > Valencia)
14ª tappa Vuelta a España (Cangas de Onís > Cabarceno)
4ª tappa Trofeo dello Stretto (Milazzo)
- 1997 (Scrigno, due vittorie)

Gran Premio Costa degli Etruschi
Giro dell'Etna
- 1999 (Liquigas, una vittoria)

2ª tappa Circuit de Lorraine (Rosselange > Saint-Avold)
- 2000 (Saeco, una vittoria)

15ª tappa Giro d'Italia (Bormio > Brescia)
- 2001 (Saeco, tre vittorie)

1ª tappa Tirreno-Adriatico (Sorrento > Sorrento)
2ª tappa, 1ª semitappa Regio-Tour (Mulhausen)
5ª tappa Regio-Tour (Emmendingen > Kaiserstuhl)

### Altri successi
- 1999 (Liquigas)

Classifica punti Driedaagse De Panne - Koksijde

## Piazzamenti

### Grandi Giri
- Giro d'Italia

1998: ritirato (17ª tappa)
1999: 87º
2000: 78º
2001: 127º
2002: 101º
2003: ritirato (18ª tappa)
- Vuelta a España

1996: ritirato (18ª tappa)
1997: 118º
2000: 122º
2001: ritirato (11ª tappa)

### Classiche monumento
- Milano-Sanremo

1996: 34º
1997: 3º
1998: 78º
1999: 27º
2001: 4º
2002: ritirato
- Giro delle Fiandre

1997: ritirato
2001: 63º
2002: ritirato
- Parigi-Roubaix

1997: ritirato
1998: 16º
1999: ritirato
2002: ritirato
- Liegi-Bastogne-Liegi

1997: ritirato
1998: ritirato
- Giro di Lombardia

1997: ritirato
1998: ritirato

### Competizioni mondiali
- Campionati del mondo

Stoccatda 1991 - In linea dilettanti: 53º